# Hermival-les-Vaux
Hermival-les-Vaux är en kommun i departementet Calvados i regionen Normandie i norra Frankrike. Kommunen ligger i kantonen Lisieux 1er Canton som ligger i arrondissementet Lisieux. År 2022 hade Hermival-les-Vaux 860 invånare.

## Befolkningsutveckling
Antalet invånare i kommunen Hermival-les-Vaux
Referens: INSEE